# Soharu, Alba
Soharu este o localitate componentă a orașului Abrud din județul Alba, Transilvania, România.

## Istoric
Localitatea actuală nu apare pe Harta Iosefină a Transilvaniei din 1769-1773 (Sectio 136). Atestată documentar din anul 1835.